# Inessiv
Der Inessiv ist ein grammatikalischer Lokalkasus, der die Position in einem Objekt ausdrückt. Er ist einer der sekundären Lokalkasus im Litauischen, z. B. miške = im Wald. Dieser Kasus ist nicht mit dem alten indogermanischen Lokativ zu verwechseln, der im Litauischen nur noch relikthaft aufscheint, z. B. namie (daheim, Lokativ) im Gegensatz zu name (im Haus, Inessiv).
Ein Lokalkasus namens Inessiv tritt auch in anderen Sprachen auf:
- finn. talo „Haus“; kylä „Dorf“, aber talo-ssa „im Haus“; kylä-ssä „im Dorf“
- estn. maja „Haus“; küla „Dorf“, aber maja-s „im Haus“; küla-s „im Dorf“
- ungar. ház „Haus“; kert „Garten“, aber ház-ban „im Haus“; kert-ben „im Garten“
- mar. книга [kniga] „Buch“, aber книга-ла [kniga-la] „im Buch“
- bask. etxea·n [ɛtʃɛan] „im Haus“